# Станиславівський повіт (ЗУНР)
Станиславівський повіт ЗУНР — адміністративно-територіальна одиниця ЗУНР — ЗОУНР. Після польсько-української війни, окупації та анексії Польською Республікою — адміністративно-територіальна одиниця у складі Станиславівського воєводства. Центр повіту — місто Станиславів (нині — Івано-Франківськ).

## ЗУНР— ЗОУНР
У листопаді 1918 року повіт увійшов до Станиславівської військової області ЗУНР. Повітовим комісаром був старший радник окружного суду Клим Кульчицький, невдовзі його змінив доктор Лев Бачинський, але з січня 1919 р. повернувся Клим Кульчицький. Міським комісаром (бурмістром) обрали професора гімназії Павла Чайківського, а головою Повітової УНРади надрадника управління залізниці Івана Мирона (його змінив лікар д-р Володимир Янович). Делегатами до УНРади були обрані: від міста — професор гімназії Гнат Павлюх (УРП) і залізничник Осип Устиянович (УСДП); від повіту — Мартин Королюк, селянин із Чернієва (УРП).